# Pleszczotka górska
Pleszczotka górska, pleszczotka gładkołuszczynkowa, dawniej również pod nazwą tarczyk lub tarczyk podwójny (Biscutella laevigata L.) – gatunek rośliny należący do rodziny kapustowatych. Występuje w środkowej i południowej Europie, głównie w górach. Swym zasięgiem obejmuje tereny górskie od Portugalii i Hiszpanii, aż po Karpaty i Bałkany, sięgając w górach 3000 m n.p.m. W Polsce występuje głównie w Tatrach Zachodnich, poza tym na pojedynczych tylko stanowiskach na Wyżynie Śląskiej i Wyżynie Olkuskiej (hałdy galmanowe w Bolesławiu), w Zagorzycach koło Pińczowa oraz na Dolnym Śląsku w okolicach Wrocławia i Oławy (stanowiska wymarłe).

## Morfologia
ŁodygaWzniesiona, rozgałęziona, o wysokości 15–30 cm.
KorzeńDługi (sięgający czasem 2 m) palowy, częściowo zdrewniały, z rozległymi bocznymi rozgałęzieniami, łatwo penetruje szczeliny w twardym, kamienistym podłożu.
LiścieLiście odziomkowe całobrzegie lub ząbkowane, o podłużnym kształcie zwężające się w ogonek. Liście łodygowe również podłużne, ale bezogonkowe, zaokrąglonymi nasadami obejmujące łodygę. Są szczeciniasto owłosione.
KwiatyO 4 żółtych płatkach korony, mających długość 4–7 mm. Naprzemiennie z nimi występują 4 żółtozielone działki kielicha, krótsze od płatków. Pojedynczy słupek z szyjką i pałeczkowatym znamieniem, kilka pręcików.
OwocWykrojona na obu końcach i spłaszczona łuszczyna, przypominająca kształtem leżącą ósemkę. Ma większą szerokość, niż długość.

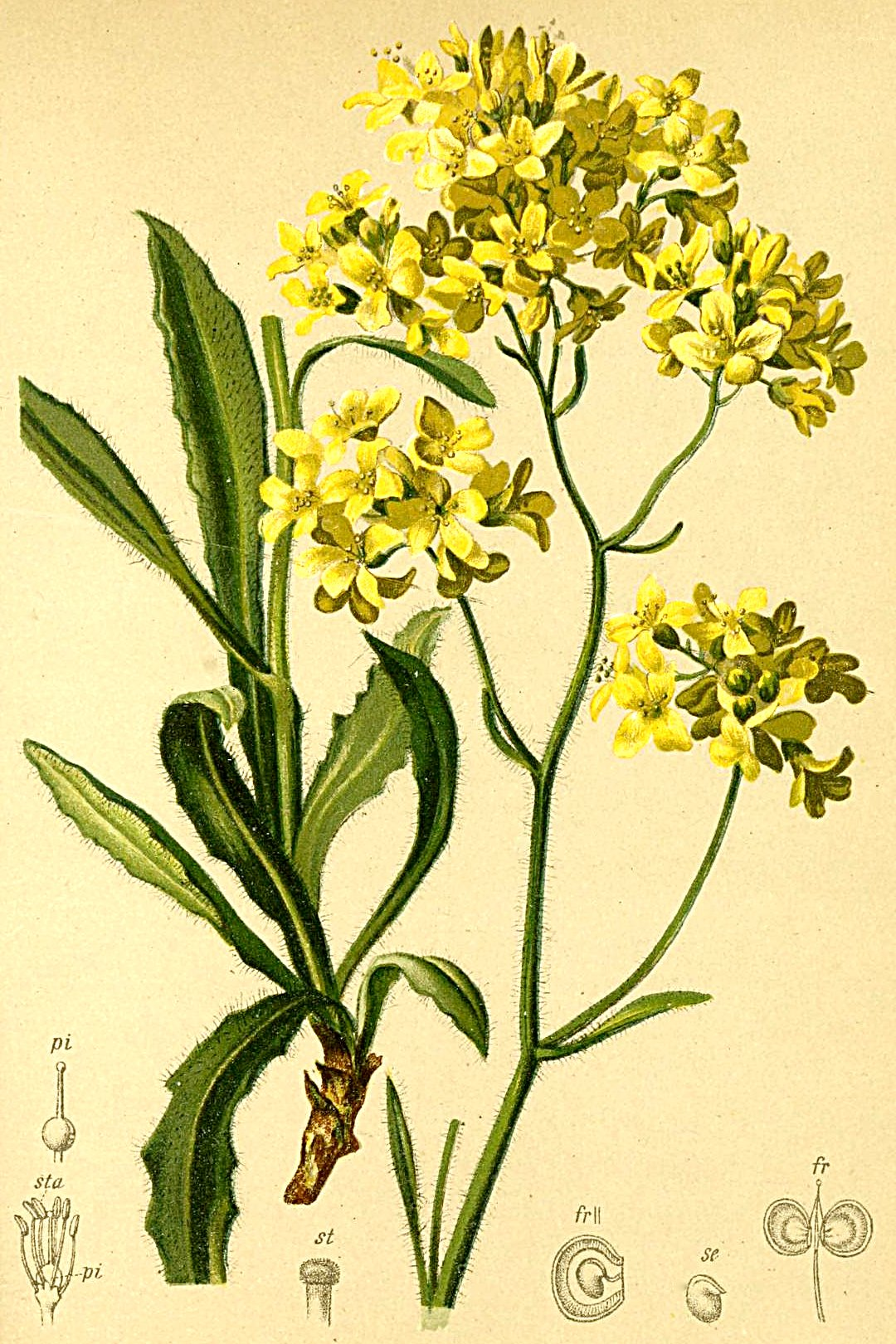
Morfologia
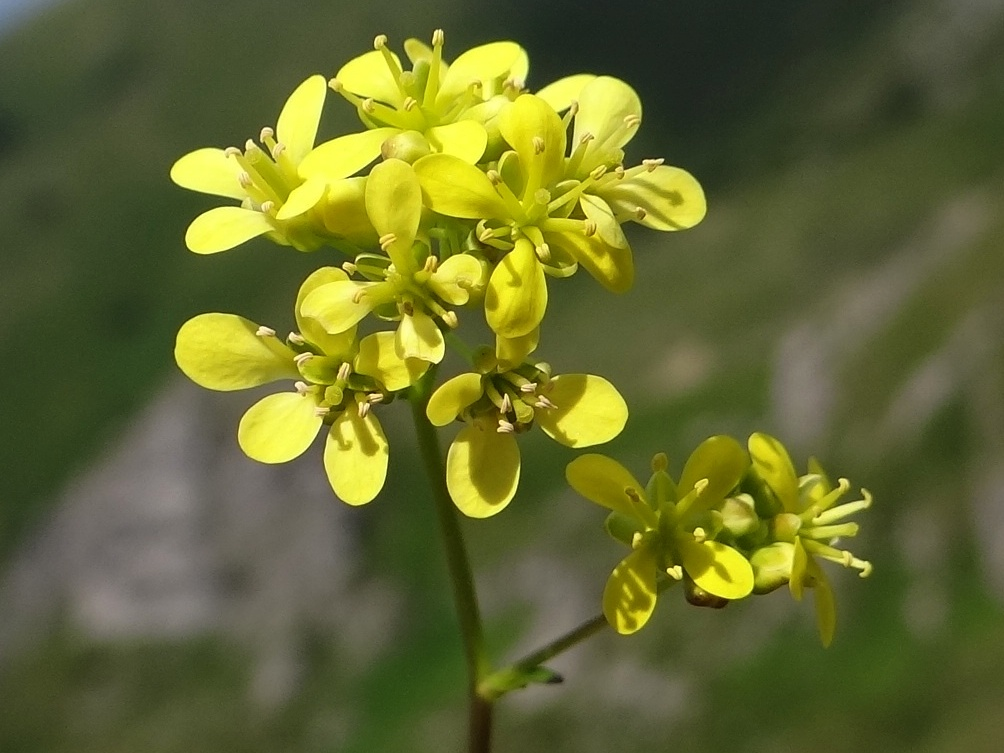
Kwiaty
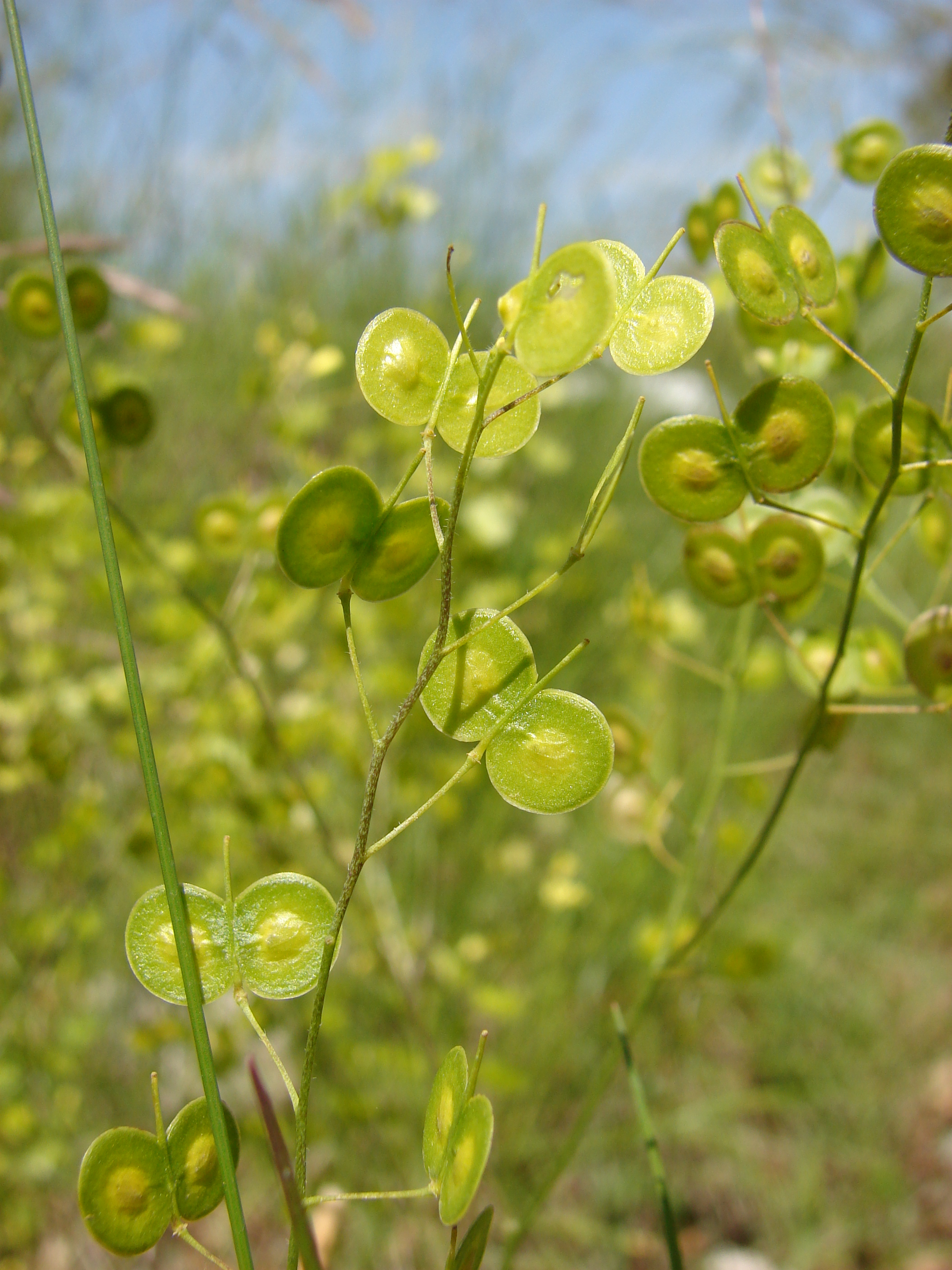
Owoce

## Biologia i ekologia
- Rozwój: bylina. Kwitnie od czerwca do sierpnia[8]. Jest ściśle obcopylna, zapylana głównie przez muchówki i motyle. Nasiona łatwo kiełkują[5].
- Siedlisko: skały, piargi, murawy. Roślina górska. W Tatrach występuje od regla dolnego do piętra alpejskiego (od wysokości 880 do 2123 m n.p.m.)[5], wyłącznie na podłożu wapiennym (roślina wapieniolubna). Koło Pińczowa rośnie w płatach murawy kserotermicznej na rumoszu skały wapiennej[5]. Wykazuje cechy metalofitu fakultatywnego[8]. W Bolesławiu rośnie na hałdach galmanowych i galenowych. Stanowisko „Dołki” w okolicach Piekar Śląskich na Górnym Śląsku ma charakter antropogeniczny, jest ono efektem świadomej introdukcji gatunku na hałdy odpadów popłuczkowych z procesu wzbogacania rud cynku i ołowiu, podjętej w 2010 r.[5]
- W klasyfikacji zbiorowisk roślinnych gatunek charakterystyczny dla klasy (Cl.) Seslerietea variae[11].
- Pleszczotka górska jest jednym z trzech gatunków roślin, na których żeruje gąsienica motyla bielinek bryonie (pozostałe to tobołki polne i gęsiówka Hallera)[12].

## Zmienność
W obrębie gatunku wyróżnia się 8 podgatunków:
- Biscutella laevigata subsp. laevigata – podgatunek nominatywny
- Biscutella laevigata subsp. australis Raffaelli & Baldoin
- Biscutella laevigata subsp. austriaca (Jord.) Mach.-Laur.
- Biscutella laevigata subsp. kerneri Mach.-Laur.
- Biscutella laevigata subsp. prinzerae Raffaelli & Baldoin
- Biscutella laevigata subsp. raffaelliana Galasso & Banfi
- Biscutella laevigata subsp. varia (Dumort.) Rouy & Foucaud
- Biscutella laevigata subsp. woycickii M.Wierzb., Pielich. & Wasowicz – podgatunek Wóycickiego, opisany w 2020 z okolic Bolesławia, wprowadzony na stanowisko zastępcze także w Tarnowskich Górach[9].

## Zagrożenia i ochrona
Roślina umieszczona na Czerwonej liście roślin i grzybów Polski w grupie gatunków narażonych na wyginięcie na izolowanych stanowiskach, poza głównym obszarem występowania (kategoria zagrożenia [V]).